# Ivor Wood
Pour les articles homonymes, voir Wood.
Ivor Wood, né Ivor Aaron Wood Jr. le 4 mai 1932 à Leeds et mort le 13 octobre 2004 à Londres, est un réalisateur, producteur, animateur et écrivain anglais connu pour son travail sur des séries d'animation pour enfants, notamment la série Les Herbes et Le Manège enchanté.